# Bhutanitis mansfieldi
Bhutanitis mansfieldi е вид пеперуда от семейство Лястовичи опашки (Papilionidae).

## Разпространение
Видът е разпространен в Китай.